# Lijst van voetbalinterlands Finland - Tsjecho-Slowakije
Deze lijst van voetbalinterlands is een overzicht van alle officiële voetbalwedstrijden tussen de nationale teams van Finland en Tsjecho-Slowakije. De landen speelden zes keer tegen elkaar. De eerste ontmoeting, een kwalificatiewedstrijd voor het Europees kampioenschap voetbal 1972, werd gespeeld in Praag op 7 oktober 1970. Het laatste duel, een vriendschappelijke wedstrijd, vond plaats op 29 augustus 1990 in Kuusankoski.

## Wedstrijden
| № | Plaats      | Datum            | Competitie           | Wedstrijd                   | Uitslag |
| - | ----------- | ---------------- | -------------------- | --------------------------- | ------- |
| 1 | Praag       | 7 oktober 1970   | EK 1972 kwalificatie | Tsjecho-Slowakije – Finland | 1 – 1   |
| 2 | Helsinki    | 16 juni 1971     | EK 1972 kwalificatie | Finland – Tsjecho-Slowakije | 0 – 4   |
| 3 | Brno        | 15 oktober 1986  | EK 1988 kwalificatie | Tsjecho-Slowakije – Finland | 3 – 0   |
| 4 | Helsinki    | 9 september 1987 | EK 1988 kwalificatie | Finland – Tsjecho-Slowakije | 3 – 0   |
| 5 | Las Palmas  | 12 januari 1988  | Vriendschappelijk    | Tsjecho-Slowakije – Finland | 0 – 2   |
| 6 | Kuusankoski | 29 augustus 1990 | Vriendschappelijk    | Finland – Tsjecho-Slowakije | 1 – 1   |

## Samenvatting
| Competitie        | Totaal gespeeld | Winst Finland | Gelijk | Winst Tsjecho-Slowakije | Doelsaldo Finland – Tsjecho-Slowakije |
| ----------------- | --------------- | ------------- | ------ | ----------------------- | ------------------------------------- |
| EK-kwalificatie   | 4               | 1             | 1      | 2                       | 1 − 10                                |
| Vriendschappelijk | 2               | 1             | 1      | 0                       | 3 − 1                                 |
| Totaal            | 6               | 2             | 2      | 2                       | 4 − 11                                |

Wedstrijden bepaald door strafschoppen worden, in lijn met de FIFA, als een gelijkspel gerekend.

## Details

### Eerste ontmoeting
| EK 1972 kwalificatie (Praag, Tsjecho-Slowakije, 7 oktober 1970): |       |                       |
| Tsjecho-Slowakije                                                | 1 – 1 | Finland               |
| Milan Albrecht 31'                                               | goals | 41' Matti Paatelainen |

### Tweede ontmoeting
| EK 1972 kwalificatie (Helsinki, Finland, 16 juni 1971): |       |                                                                              |
| Finland                                                 | 0 – 4 | Tsjecho-Slowakije                                                            |
|                                                         | goals | 12' Ján Čapkovič 16' Jaroslav Pollák 84' František Karkó 89' František Karkó |

### Derde ontmoeting
| EK 1988 kwalificatie (Brno, Tsjecho-Slowakije, 15 oktober 1986): |       |         |
| Tsjecho-Slowakije                                                | 3 – 0 | Finland |
| Petr Janečka 28' Ivo Knoflíček 43' Karel Kula 67'                | goals |         |

### Vierde ontmoeting
| EK 1988 kwalificatie (Helsinki, Finland, 9 september 1987): |       |                   |
| Finland                                                     | 3 – 0 | Tsjecho-Slowakije |
| Ari Hjelm 29' Ismo Lius 71' Petri Tiainen 82'               | goals |                   |

### Vijfde ontmoeting
| Vriendschappelijk (Las Palmas de Gran Canaria, Spanje, 12 januari 1988):                                                                                                  |              | |
| Finland | 2 – 0        | Tsjecho-Slowakije |
| Mixu Paatelainen 11' (pen.) Jarmo Alatensiö 88' | goals        | |
| Jukka Vakkila | bondscoach   | Jozef Vengloš |
| Kari Laukkanen Erik Holmgren Esa Pekonen Jari Europaeus Erkka Petäjä Marko Myyry Mika Lipponen Markus Törnvall 80' Pasi Tauriainen 57' Jari Rantanen 27' Mixu Paatelainen | opstellingen | Luděk Mikloško Július Bielik Jozef Chovanec 83' František Straka 60' Peter Fieber 46' Viliam Hýravý Ivan Hašek Luboš Kubík Ľubomír Moravčík Tomáš Skuhravý Ivo Knoflíček |
| Ari Valvee 27' Jarmo Alatensiö 57' Ismo Lius 80' | wissels      | 46' Michal Bílek 60' Miroslav Siva 83' Stanislav Griga |
| | gele kaarten | |

### Zesde ontmoeting
| Vriendschappelijk (Kuusankoski, Finland, 29 augustus 1990): |       |                   |
| Finland                                                     | 1 – 1 | Tsjecho-Slowakije |
| Petri Järvinen 39'                                          | goals | 63' Pavel Kuka    |